# Pierwsza prosta
Pierwsza prosta – pierwszy film dokumentalny o polskim speedwayu, w reżyserii, nominowanego do Oscara, Andrzeja Celińskiego. Premiera telewizyjna miała miejsce 28 listopada 2008 w HBO.

## Twórcy
- reżyseria: Andrzej Celiński
- scenariusz: Agata Jabłońska, Maciej Horodecki, Andrzej Celiński
- zdjęcia: Karina Kleszczewska, Andrzej Celiński
- dźwięk: Jacek Kwiatkowski, Andrey Karpovich
- montaż: Andrzej Celiński
- producent: HBO Polska Sp. z o.o.
- producent wykonawczy: Paweł Kwaśniewski, TOtamTO Media & TV

## Obsada
- Łukasz Stogowski
- Rafał Wilk
- Marek Stogowski
- Bożena Stogowska
- Jan Ząbik
- Emil Pulczyński
- Kamil Pulczyński
- Tomasz Bajerski
- Alicja Bajerska
- Adam Skórnicki
- Czesław Czernicki
- Andrzej Skulski
- Piotr Pyszny